# リュステム・パシャ
リュステム・パシャ・オプコヴィッチ (トルコ語発音: [ɾysˈtem paˈʃa]; オスマン語: رستم پاشا; クロアチア語: Rustem-Paša Opuković （約1500年 – 1561年7月10日) は、オスマン帝国のクロアチア人政治家。スレイマン1世の大宰相を務めた。リュステム・パシャはダマト・リュステム・パシャと呼ばれることもある。「ダマト」という形容辞は「義理の息子」を意味する。彼がスレイマンの娘ミフリマーフと結婚し、オスマン家の婿となっていたことによる。

## 生涯

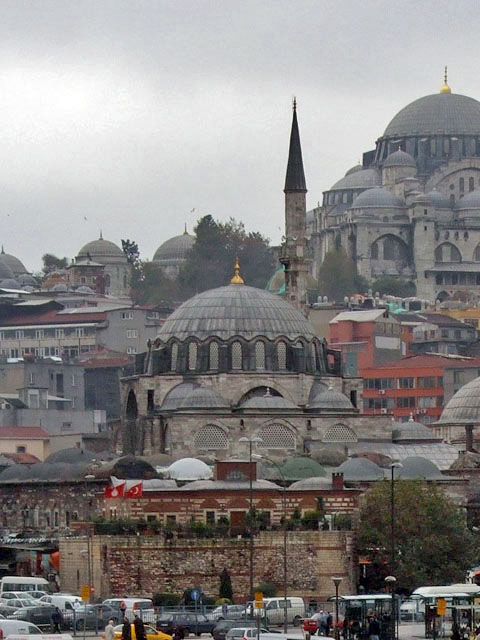
中央がリュステム・パシャ・モスク。右上はスレイマニエ・モスク。

リュステム・パシャは、現クロアチアのスクラディンの、クロアチア人家系に生まれた。子ども時代にイスタンブールに連れてこられて、軍人・官僚としての経歴を残している。1539年11月26日、スレイマン1世とロクセラーナ(ヒュッレム・スルタン)皇后との間に生まれた一人娘ミフリマーフ・スルタンと結婚した。
リュステム・パシャは大宰相の地位に二度就いた。一度目は1544年から1553年で、二度目は1555年から1561年の死までの期間である。大宰相としての任期期間に、彼は莫大な資産を得た。そして公共の建物、モスク、慈善財団にかなりの財を費やした。1561年7月10日にコンスタンティノープルで水頭症が原因で死去した。この時点で、彼の個人資産には、ルメリアとアナトリアに815の土地、476の工場、1,700人の奴隷、2,900頭の軍馬、1,106頭のラクダ、800のクルアーンなどが含まれていた。
リュステム・パシャ・モスク (トルコ語: Rüstem Paşa Camii) は、トルコ イスタンブール市エミノニュ地区のハスルジュラル・チャルシュス(蓆織工市場)にあるオスマン帝国時代のモスクである。オスマン時代の建築家ミマール・スィナンが大宰相リュステム・パシャのために設計、1561年から1563年にかけて建設された。

## 子ども
ミフリマーフ・スルタンとの間に、娘が1人、息子が2人生まれた。
- アイシェ・ヒュマーシャー・ハヌムスルタン　Ayşe Hümaşah Hanımsultan
- スルタンザーデ・オスマン・ベイ　Sultanzade Osman Bey
- スルタンザーデ・メフメト・ベイ　Sultanzade Mehmed Bey

## ポップカルチャー
トルコの人気テレビ番組『オスマン帝国外伝〜愛と欲望のハレム〜』では、リュステム・パシャ役をオザン・ギュヴェンが演じている。

## 参照項目
- List of Ottoman Grand Viziers